# Stromgestehungskosten

Geschätzte Stromgestehungskosten für neu zu errichtende Kraftwerke in Deutschland. Datenquelle: Fraunhofer ISE; Juli 2024

Stromgestehungskosten (englisch Levelized Cost of Electricity, LCOE) sind in der Energiewirtschaft eine Maßeinheit, die die Kosten für die Errichtung und den jährlichen Betrieb einer Anlage ins Verhältnis zur Stromerzeugungsmenge über die gesamte Lebensdauer der Anlage setzt. Sie werden zum Beispiel in Euro oder Dollar je Megawattstunde angegeben.
Stromgestehungskosten dienen dem Vergleich von Kraftwerken mit verschiedenen Erzeugungs- und Kostenstrukturen. Sie ergeben sich aus den Kapitalkosten und den fixen und den variablen Betriebskosten. Variable Betriebskosten sind unter anderem Brennstoffkosten und Kosten für Emissionsrechte.
Die Stromgestehungskosten betrachten nur die Kosten der jeweiligen Stromerzeugungsanlagen. Für die gesamten Kosten der Stromversorgung fallen weitere von der Art der Erzeugungsanlagen abhängige Kosten an, insbesondere für die Verteilung der erzeugten elektrischen Energie über Stromnetze und bei dargebotsabhängigen Erzeugungsanlagen (insbesondere Windkraft- und Photovoltaikanlagen) für Speicherung und Entspeicherung oder den Kapazitätsmarkt.

## Berechnung
Berechnungsformel:
{\displaystyle {\text{LCOE}}={\frac {\sum _{t=1}^{n}{\frac {{\text{Investment}}_{t}+\mathrm {O\&M} _{t}+{\text{Fuel}}_{t}+{\text{Carbon}}_{t}+{\text{Decommissioning}}_{t}}{\left({1+i}\right)^{t}}}}{\sum _{t=1}^{n}{\frac {{\text{Electricity}}_{t}}{\left({1+i}\right)^{t}}}}}}
Hierbei sind:
| {\displaystyle {(1+i)^{t}}} | der Diskontierungsfaktor                                                          |
| Investmentt                 | die Investitionsausgaben im jeweiligen Jahr (Euro)                                |
| O&Mt                        | die Betriebs- und Wartungsausgaben im jeweiligen Jahr (Euro)                      |
| Fuelt                       | die Ausgaben für Brennstoffe im gegebenen Jahr (Euro)                             |
| Carbont                     | die Ausgaben für Emissionszertifikate im jeweiligen Jahr (Emissionsrechte) (Euro) |
| Decommissioningt            | die Ausgaben für Entsorgung                                                       |
| Electricityt                | die produzierte Strommenge im jeweiligen Jahr in MWh                              |

### Erläuterung der Formel

#### Bestimmung der Eingangsparameter
In die Formel gehen laufende Ausgaben {\displaystyle A_{t}} ein. Für eine erneuerbare Anlage sind diese im Wesentlichen durch die Anlagencharakteristika bestimmt. Für eine konventionelle Anlage hängen diese von Marktpreisen ab. Dabei gehen nicht nur die Preise für Brennstoffkosten und Emissionszertifikate ein, sondern auch die viertelstündlichen Marktpreise für Strom, da die Marktpreise für Strom bestimmen, wann und wie oft die Anlage läuft. Das bestimmt wiederum die jährlichen Ausgaben für Brennstoffe und die erzeugte Strommenge {\displaystyle M_{t}}(siehe Spark Spread).

#### Wirkung einzelner Parameter in der Formel

##### Zinssatz und Bauzeit
Je höher der Zins und je länger die Bauzeit der Anlage, desto höher ceteris paribus die Stromgestehungskosten, denn die Investitionsausgaben im Zähler werden sofort oder innerhalb der Bauzeit fällig und vermindern sich durch die Diskontierung wenig. Dagegen findet die Stromerzeugung erst nach Abschluss des Baus statt. Die Strommenge im Nenner vermindert sich somit durch die Diskontierung stärker.

##### Lebensdauer und Volllaststunden
Je länger die Lebensdauer der Anlage und je mehr Strom sie dabei pro Jahr erzeugt, desto kleiner sind ceteris paribus die Stromgestehungskosten. Das bedeutet, dass Annahmen über die Lebensdauer und die erreichten Volllaststunden die Höhe der Stromgestehungskosten bestimmen. Für dargebotsabhängige Erzeugung wie Wind- und Solaranlagen hängen die erreichten Volllaststunden vom Wind- und Sonneneinstrahlungsaufkommen ab. Für Erzeugung ohne Anspruch auf Erlöse aus dem Erneuerbare-Energien-Gesetz hängen die Volllaststunden von der Ausgestaltung des übrigen Kraftwerksparks ab. Kraftwerke mit relativ zum übrigen Kraftwerkspark höheren Grenzkosten stehen in der Merit Order der Kraftwerke weiter hinten und werden seltener eingesetzt. Sie müssen somit ihre Fixkosten in weniger Volllaststunden verdienen.

#### Stromgestehungskosten und der Kapitalwert der Investition
Eine Investition in eine Stromerzeugungsanlage ist (wie jede andere Investition) genau dann wirtschaftlich, wenn der Kapitalwert {\displaystyle K}, die Differenz aus diskontierten Einnahmen und diskontierten Ausgaben über die Lebenszeit der Anlage positiv ist, d. h. es gilt dann: {\displaystyle K>0}.
Wird die Stromerzeugung mit einem garantierten Fixpreis {\displaystyle p} pro erzeugte MWh vergütet, dann ist {\displaystyle K} genau dann größer Null, wenn der garantierte Fixpreis größer ist als die Stromgestehungskosten: {\displaystyle p>SGK}. Deshalb ist die Ermittlung der Stromgestehungskosten ein klassischer Bestandteil der Investitionsplanung einer EEG-Anlage.
Begründung:
Die Einnahmen im Jahr {\displaystyle t} einer solchen fixpreisvergüteten Investition ergeben sich als {\displaystyle p\cdot M_{t}}.
Somit bestimmt sich der Kapitalwert {\displaystyle K} über die Diskontierung von Kosten und Erlösen als
{\displaystyle K=\sum _{t=0}^{n}{\frac {p\cdot M_{t}-(I_{t}+A_{t})}{\left({1+i}\right)^{t}}}}
Die Anlage ist wirtschaftlich, wenn {\displaystyle K} positiv ist, d. h.:
{\displaystyle \sum _{t=0}^{n}{\frac {p\cdot M_{t}}{(1+i)^{t}}}-\sum _{t=0}^{n}{\frac {I_{t}+A_{t}}{(1+i)^{t}}}>0}
Dies ist äquivalent zu:
{\displaystyle p\cdot \sum _{t=0}^{n}{\frac {M_{t}}{(1+i)^{t}}}\;>\;\sum _{t=0}^{n}{\frac {I_{t}+A_{t}}{(1+i)^{t}}}\quad {\bigg |}\quad :\;\sum _{t=0}^{n}{\frac {M_{t}}{(1+i)^{t}}}}
und dies wiederum zu:
{\displaystyle p>SGK}
Steht auf der Einnahmenseite hingegen nicht ein Fixpreis pro erzeugte MWh, sondern in jeder Viertelstunde ein unterschiedlicher unsicherer Marktpreis, ist eine solche Umformung nicht möglich. Die Gestehungskosten sind somit als alleiniger Indikator für die Wirtschaftlichkeit einer Stromerzeugungsart problematisch. Unterschiedliche Wertbeiträge verschiedener Einspeiseprofile zur Sicherstellung der Versorgung insgesamt, die sich in unterschiedlichen Marktwerten der Einspeiseprofile widerspiegeln, und der Wert der Flexibilität einer Erzeugungsanlage für die Versorgungssicherheit, bleiben unberücksichtigt.

## Stromgestehungskosten für neue Kraftwerke nach Kraftwerkstypen

### Europa
Es ist bei der folgenden Tabelle zu erkennen, dass die Kosten für erneuerbare Energien, insbesondere Photovoltaik, sehr schnell sinken. Mit Stand 2017 sind die Gestehungskosten von Strom aus Photovoltaikanlagen beispielsweise binnen 7 Jahren um fast 75 % gefallen.
Weiterhin ist bei der folgenden Tabelle zu berücksichtigen, dass für eine Versorgung mit hohen Anteilen erneuerbaren Energien Energiespeicher zwingend erforderlich sind. Notwendig werden Speicher, wenn jährlich etwa 40 bis 60 % des Stromes von variablen erneuerbaren Energien stammt. Durch den Aufbau von Speichern erhöhen sich die Kosten der Stromversorgung; bei einer Vollversorgung mit 100 % erneuerbaren Energien würden die Kosten der Energiespeicherung ca. 20–30 % der Stromerzeugungskosten ausmachen.
| Energieträger                 | Publikation 2009 | Publikation 2011 | Studie 2012 | diverse Einzeldaten (Stand 2012) | Studie 2013 | Studie 2015 | Studie 2018 | Studie 2021 | Studie 2024     |
| ----------------------------- | ---------------- | ---------------- | ----------- | -------------------------------- | ----------- | ----------- | ----------- | ----------- | --------------- |
| Kernenergie                   | 5,0              | 6–10             | –           | 7,0–9,0; 7,0–10,0; 10,7          | –           | 3,6–8,4     | –           | –           | 7–12; 13,6–49,0 |
| Braunkohle                    | 4,6–6,5          | 4,5–10           | –           | –                                | 3,8–5,3     | 2,9–8,4     | 4,59–7,98   | 10,38–15,34 | 15,1–25,7       |
| Steinkohle                    | 4,9–6,8          | 4,5–10           | –           | –                                | 6,3–8,0     | 4,0–11,6    | 6,27–9,86   | 11,03–20,04 | 17,3–29,3       |
| Erdgas (GuD)                  | 5,7–6,7          | 4–7,5            | –           | 9,5                              | 7,5–9,8     | 5,3–16,8    | 7,78–9,96   | 7,79–13,06  | 10,9–18,1       |
| Wasser                        | –                | –                | –           | –                                | –           | 2,2–10,8    | –           | –           |                 |
| Wind Onshore                  | 9,3              | 5–13             | 6,5–8,1     | 6,35–11,1; 12                    | 4,5–10,7    | 2,9–11,4    | 3,99–8,23   | 3,94–8,29   | 4,3–9,2         |
| Wind Offshore                 | –                | 12–18            | 11,2–18,3   | 14,5–15,3                        | 11,9–19,4   | 6,7–16,9    | 7,49–13,79  | 7,23–12,13  | 5,5–10,3        |
| Biomasse                      | –                | –                | –           | 12,8                             | 13,5–21,5   | –           | 10,14–14,74 | 7,22–17,26  | 11,5–23,5       |
| Photovoltaik-Kleinanlage (DE) | –                | –                | 13,7–20,3   | –                                | 9,8–14,2    | –           | 7,23–11,54  | 5,81–11,01  | 6,3–14,4        |
| Photovoltaik-Großkraftwerk    | 32               | –                | 10,7–16,7   | 18,8                             | 7,9–11,6    | 3,5–18,0    | 3,71–8,46   | 3,12–5,7    | 4,1–6,9         |

Im Vereinigten Königreich wurde 2013 für das neu zu bauende Kernkraftwerk Hinkley Point C eine Einspeisevergütung von 92,50 Pfund/MWh zu Preisen von 2012 (derzeit umgerechnet 175 €/MWh) zuzüglich Inflationsausgleich mit einer Laufzeit von 35 Jahren festgelegt. Diese lag zu diesem Zeitpunkt unterhalb der Einspeisevergütung für große Photovoltaik- und Offshore-Windkraftanlagen und oberhalb von Onshore-Windkraftanlagen.
Im Jahr 2019 gab es Ausschreibungen für neue Offshore-Windparks im Vereinigten Königreich, bei denen die Kosten auf bis zu 3,96 pence pro kWh (4,47 ct) gesunken sind.
Im selben Jahr gab es Ausschreibungen in Portugal für Photovoltaikanlagen, bei der der Preis für das günstigste Projekt bei 1,476 ct/kWh liegt.

### Deutschland
Seit 2017 werden die anzulegenden Werte und damit die Förderung von der Bundesnetzagentur in regelmäßigen Auktionen nach Erzeugungsart ausgeschrieben. Den Zuschlag erhält, wer am wenigsten Förderung verlangt. Die Ausschreibungen brachten zunächst starke Kostensenkungen

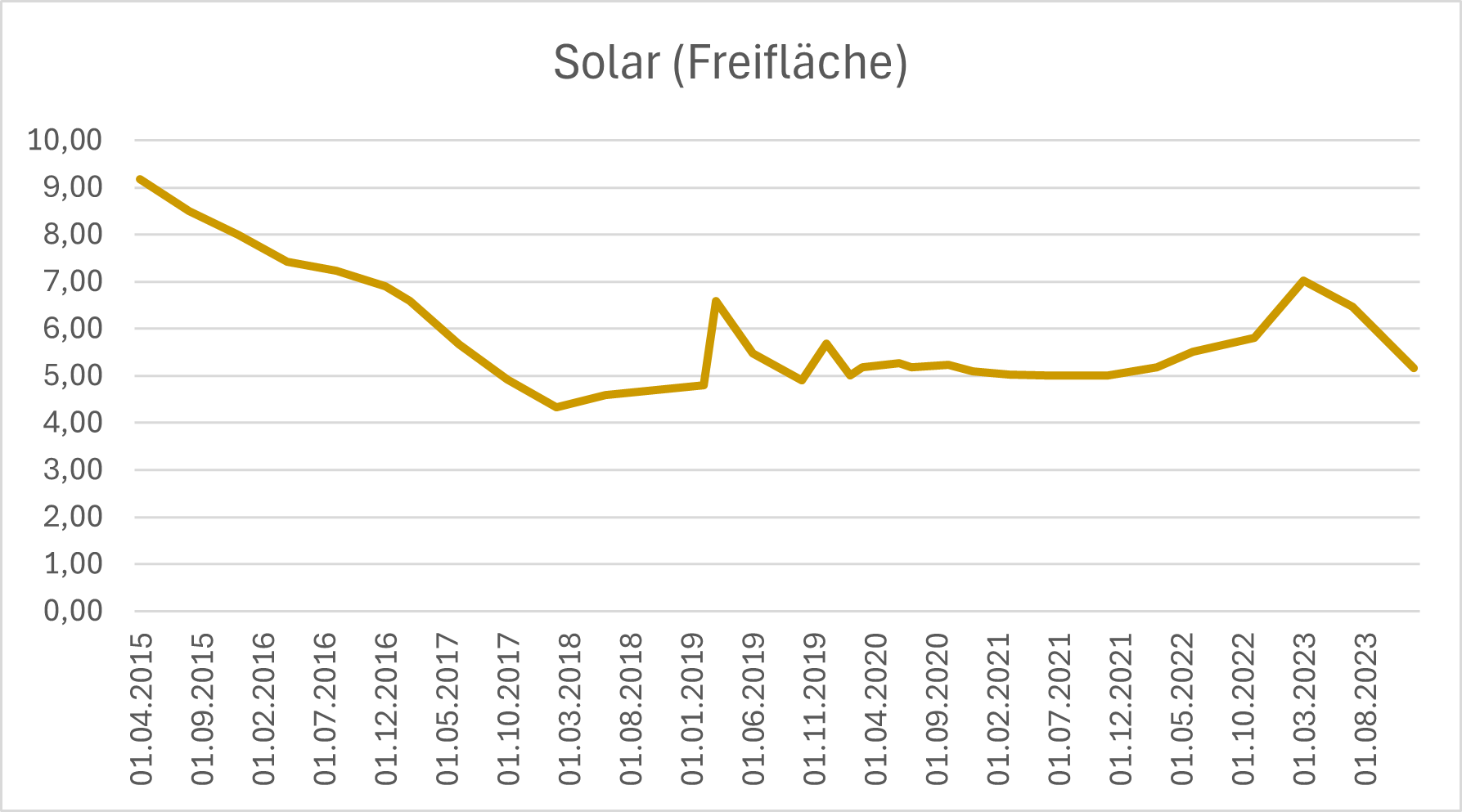
Ausschreibungsergebnisse Solar Freifläche von 2015 bis 2023, Quelle: Bundesnetzagentur

Die seit 2018 für Solar Freifläche geforderten anlegbaren Preise liegen bei ca. 5 ct/kWh. Im Jahr 2023 gab es deutliche Preisausschläge nach oben, es wurden bis zu 7ct/kWh verlangt. Der Preistiefpunkt war 2017. Bei der Ausschreibung im Juli 2024 lag der niedrigste Gebotswert eines Gebotes, das einen Zuschlag erhielt, bei 4,5 ct/kWh, der höchste Zuschlagswert lag bei 5,24 ct/kWh, der durchschnittliche Zuschlagswert bei 5,05 ct/kWh.

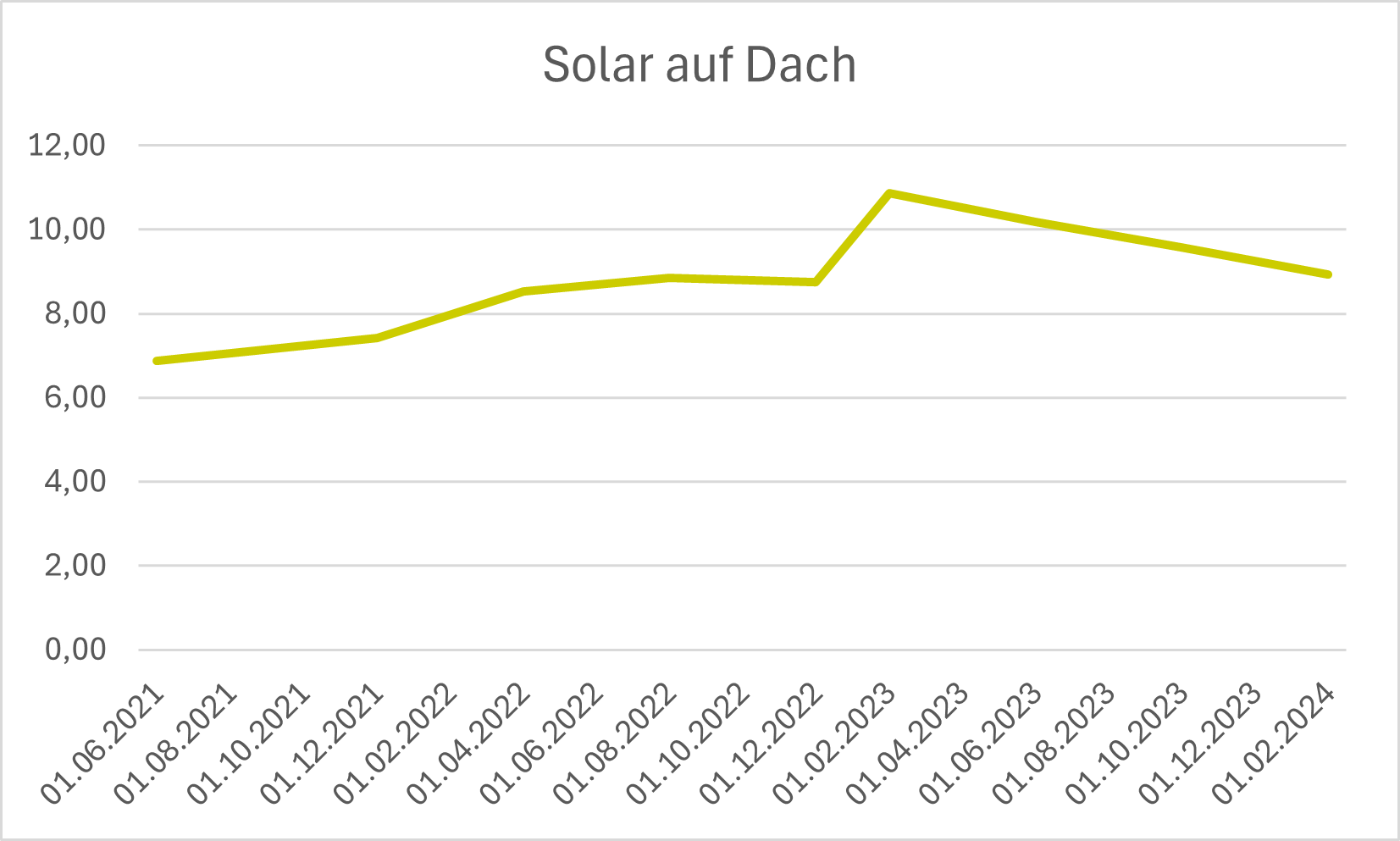
Ergebnisse der Ausschreibungen der Bundesnetzagentur zu Solar auf Dach, Quelle: Bundesnetzagentur

In der Kategorie Solar auf Dach werden deutlich höhere anlegbare Preise teilweise über 10 ct/kWh verlangt. Ein Trend zu sinkenden Kosten ist derzeit nicht erkennbar. Bei der Ausschreibung im Oktober 2024 lag der niedrigste Gebotswert eines Gebotes, das einen Zuschlag erhielt, bei 7,45 ct/kWh, der höchste bei 9,69 ct/kWh und der durchschnittliche bei 9,04 ct/kWh.

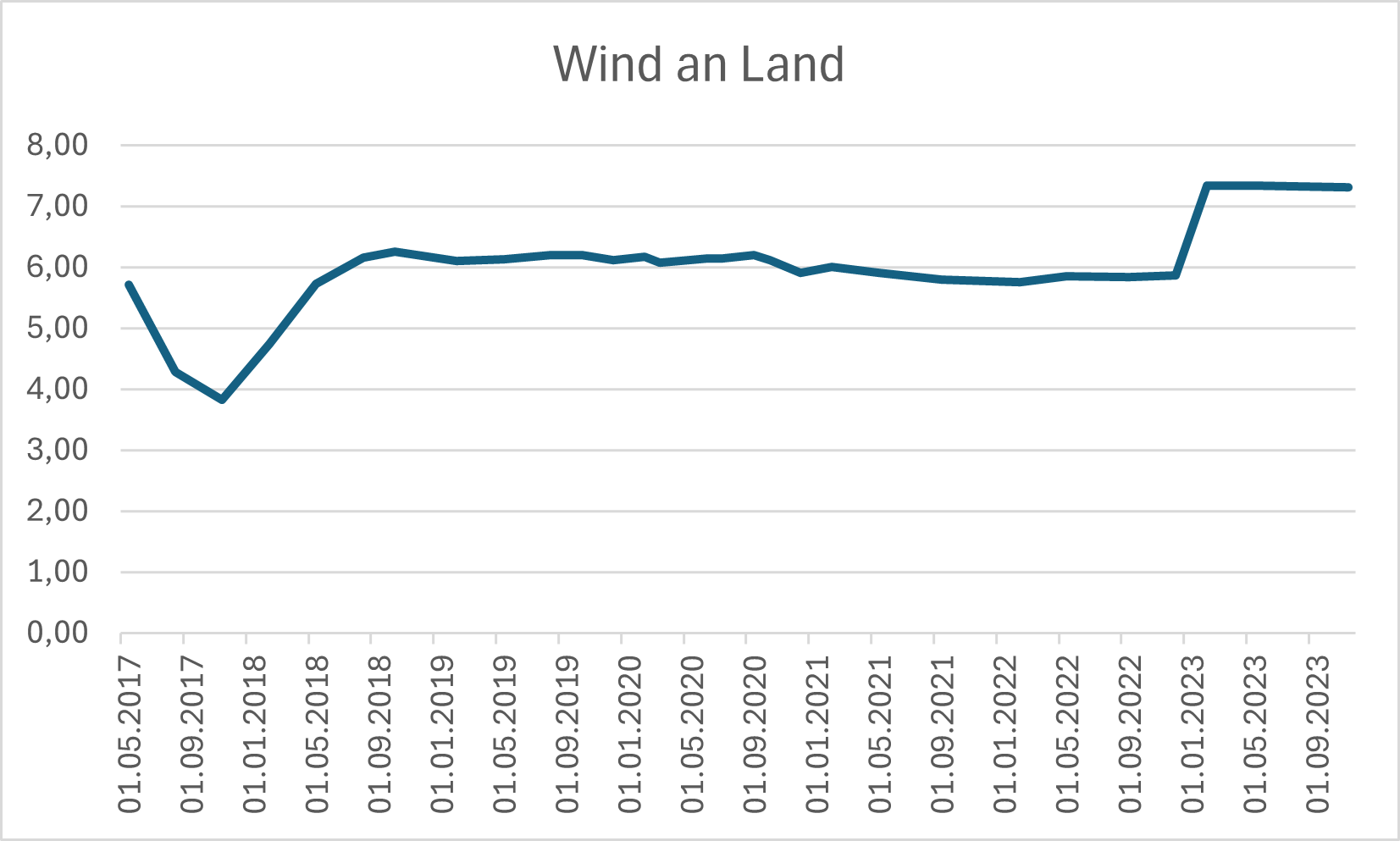
Mittlerer Anlegbarer Preis für bezuschlagte Windanlagen an Land, Quelle: Ausschreibungsdaten der Bundesnetzagentur.

Die in den jeweiligen Auktionen geforderten anlegbaren Preise bezuschlagter Windanlagen an Land lagen seit 2018 recht stabil bei um die 6 ct/kWh, sind aber 2023 um über 1 ct/kWh angestiegen. Bei der Ausschreibung im November 2024 lag der niedrigste Gebotswert eines Gebotes, das einen Zuschlag erhielt, bei 6,93 ct/kWh, der höchste bei 7,23 ct/kWh und der durchschnittliche Zuschlagswert bei 7,15 ct/kWh.
Zugrundeliegende Kostensteigerungen für Wind an Land bestätigt eine Studie der Deutsche Windguard aus dem Jahr 2022. Diese erhebt regelmäßig im Rahmen einer Beratung des BMWK Kostendaten für die Windenergie an Land bei Projektentwicklern, Herstellern und Banken. Vor dem Hintergrund deutlicher Unterzeichnungen bei vergangenen Ausschreibungen und Berichten über stark gestiegene Stromgestehungskosten bei Windenergie an Land nahm sie eine Neuerhebung von Kostendaten auf Basis von Datenmeldungen bis Ende 2022 vor. Im Ergebnis prognostiziert die Studie der Firma für eine beispielhafte Anlage eine Kostensteigerung von 43 % von 4,8 ct pro kW für das Ausschreibungsjahr 2021 auf 6,8 ct pro kWh für das Ausschreibungsjahr 2025. Für das Jahr 2021 wurden dabei Kosten-Spannweiten von 4,1 bis 8,9 ct/kWh und für das Jahr 2025 Kostenspannweiten von 5,8 bis 12,9 ct/kWh ermittelt.
Eine erste Auktion für Wind auf See fand 2018 statt. Dabei wurden noch anlegbare Preise kontrahiert, die über dem Marktpreisniveau lagen.
Danach fand erst 2021 wieder eine entsprechende Auktion statt. Seither wird bei den Auktionen Wind-auf-See von den bezuschlagten Anbietern keine Subvention der Erzeugung mehr verlangt. Der kontrahierte anlegbare Preis ist immer Null.
Bei der letzten Auktion zum 1. Mai 2023 wurde erstmals die Zahlungsbereitschaft der Erzeuger abgefragt und ein Gebotswert 2 in mehreren Runden ermittelt, der die Zahlung bestimmt, die die bezuschlagten Erzeuger in €/MW installierter Leistung zu zahlen haben.

### Vereinigte Staaten
| Kraftwerkstyp                            | Kapazitäts- faktor | Gemittelte Kapital- kosten | Instandhaltungskosten | Instandhaltungskosten       | Netz- kosten | Strom- gestehungs- kosten |
| Kraftwerkstyp                            | Kapazitäts- faktor | Gemittelte Kapital- kosten | fix                   | variabel (inkl. Brennstoff) | Netz- kosten | Strom- gestehungs- kosten |
| ---------------------------------------- | ------------------ | -------------------------- | --------------------- | --------------------------- | ------------ | ------------------------- |
| Konventionelles Kohlekraftwerk           | 85                 | 65,7                       | 4,1                   | 29,2                        | 1,2          | 100,1                     |
| Fortgeschrittenes Kohlekraftwerk         | 85                 | 84,4                       | 6,8                   | 30,7                        | 1,2          | 123                       |
| Fortgeschrittenes Kohlekraftwerk mit CCS | 85                 | 88,4                       | 8,8                   | 37,2                        | 1,2          | 135,5                     |
| Konventionelles GuD-Kraftwerk            | 87,8               | 15,8                       | 1,7                   | 48,4                        | 1,2          | 67,1                      |
| Fortgeschrittenes GuD-Kraftwerk          | 87                 | 17,4                       | 2,0                   | 45,0                        | 1,2          | 65,6                      |
| Fortgeschrittenes GuD-Kraftwerk mit CCS  | 87                 | 34,0                       | 4,1                   | 54,1                        | 1,2          | 93,4                      |
| Konventionelle Gasturbine                | 30                 | 44,2                       | 2,7                   | 80,0                        | 3,4          | 130,3                     |
| Fortgeschrittene Gasturbine              | 30                 | 30,4                       | 2,6                   | 68,2                        | 3,4          | 104,6                     |
| Fortgeschrittenes Kernkraftwerk          | 90                 | 83,4                       | 11,6                  | 12,3                        | 1,1          | 108,4                     |
| Geothermiekraftwerk                      | 92                 | 76,2                       | 12,0                  | 0,0                         | 1,4          | 89,6                      |
| Biomassekraftwerk                        | 83                 | 53,2                       | 14,3                  | 42,3                        | 1,2          | 111,0                     |
| Windenergie                              | 34                 | 70,3                       | 13,1                  | 0,0                         | 3,2          | 86,6                      |
| Offshore-Windenergie                     | 37                 | 193,4                      | 22,4                  | 0,0                         | 5,7          | 221,5                     |
| Photovoltaik                             | 25                 | 130,4                      | 9,9                   | 0,0                         | 4,0          | 144,3                     |
| Sonnenwärmekraftwerk                     | 20                 | 214,2                      | 41,4                  | 0,0                         | 5,9          | 261,5                     |
| Wasserkraft                              | 52                 | 78,1                       | 4,1                   | 6,1                         | 2,0          | 90,3                      |

Die aktualisierte Version der Untersuchung aus dem Jahr 2018 zeigt eine deutliche Kostenreduktion im Bereich der erneuerbaren Energien:
| Kraftwerkstyp        | Kapazitäts- faktor | Gemittelte Kapital- kosten | Instandhaltungskosten | Instandhaltungskosten       | Netz- kosten | Strom- gestehungs- kosten |
| Kraftwerkstyp        | Kapazitäts- faktor | Gemittelte Kapital- kosten | fix                   | variabel (inkl. Brennstoff) | Netz- kosten | Strom- gestehungs- kosten |
| -------------------- | ------------------ | -------------------------- | --------------------- | --------------------------- | ------------ | ------------------------- |
| Windenergie          | 41                 | 43,1                       | 13,4                  | 0,0                         | 2,5          | 59,1                      |
| Offshore-Windenergie | 45                 | 115,8                      | 19,9                  | 0,0                         | 2,3          | 138,0                     |
| Photovoltaik         | 29                 | 51,2                       | 8,7                   | 0,0                         | 3,3          | 63,2                      |
| Sonnenwärmekraftwerk | 25                 | 128,4                      | 32,6                  | 0,0                         | 4,1          | 165,1                     |
| Wasserkraft          | 64                 | 48,2                       | 9,8                   | 1,8                         | 1,9          | 61,7                      |

Im Sommer 2014 hat die Investmentbank Lazard mit Sitz in New York eine Studie zu den aktuellen Stromgestehungskosten der Photovoltaik in den USA im Vergleich zu konventionellen Stromerzeugern veröffentlicht. Die günstigsten großen Photovoltaikkraftwerke können Strom mit 60 USD pro MWh produzieren. Der Mittelwert solcher Großkraftwerke liegt aktuell bei 72 USD pro MWh und die Obergrenze bei 86 USD pro MWh. Im Vergleich dazu liegen Kohlekraftwerke zwischen 66 USD und 151 USD pro MWh, Atomkraft bei 124 USD pro MWh. Kleine Photovoltaikaufdachanlagen liegen jedoch noch bei 126 bis 265 USD pro MWh, welche jedoch auf Stromtransportkosten verzichten können. Onshore-Windkraftanlagen liegen zwischen 37 und 81 USD pro MWh. Ein Nachteil sehen die Stromversorger der Studie nach in der Volatilität von Solar- und Windstrom. Eine Lösung sieht die Studie in Batterien als Speicher (siehe Batterie-Speicherkraftwerk), die bislang jedoch noch teuer seien. Eine aktualisierte Fassung der Lazard-Studie erschien im November 2017. Als niedrigster Wert für große Photovoltaikkraftwerke werden dort 43 USD pro MWh, für Wind 30 USD pro MWh genannt.
In einem Stromabnahmevertrag in den USA vom Juli 2015 mit einer Laufzeit von 20 Jahren wird der Solarstrom mit 38,7 US-$ pro MWh (3,87 $ct/kWh) vergütet. Die Solaranlage, die diesen Solarstrom produziert, steht in Nevada (USA) und hat 100 MW Leistung. Im Juni 2018 wurden von Nevada Power Verträge für Solarstrom mit einer Vergütung von 21,55 US-$ pro MWh (2,155 $ct/kWh) abgeschlossen.

### Sonstige Länder
Für einen Bauabschnitt des Sheikh Mohammed Bin Rashid Solar Parks über 800 MW Photovoltaik wurde im Frühjahr 2016 bei einer Ausschreibung ein Gebot von 0,0299 US-$ pro Kilowattstunde Solarstrom erzielt.
Ende 2017 bot der Gewinner eines neuen Solar Parks in Mexiko über 104MWp die Stromentstehungskosten mit 0,02057 US-$ pro Kilowattstunde an.

## Bedeutung für die Wirtschaftlichkeit
Eine Investitionsrechnung basiert im Allgemeinen auf einer Kapitalwert-Berechnung. Dabei werden notwendige Investitionsausgaben und erwartete künftige Einnahmen aus der Investition abgezinst und geprüft, ob die Investition einen positiven Nettobarwert hat.
Bei einer Investition in erneuerbare Energien, die zum Fixpreis vergütet werden, ist die Anlage wirtschaftlich und der Kapitalwert positiv, genau wenn die Stromgestehungskosten unter dem Fixpreis liegen (siehe oben).
Bei einer konventionellen Anlage hängen alle Kosten- und Erlösgrößen von Marktpreisen ab. Die Rohmarge eines Kraftwerks ist durch den sogenannten Spark-Spread oder Dark-Spread gegeben. Dies ist die Preisdifferenz zwischen dem erzielten Strompreis der jeweiligen Stunde und den zur gleichen Stunde geltenden Marktpreisen der dafür benötigten Brennstoffe und Emissionszertifikate. Das Kraftwerk fährt, soweit die Flexibilität das zulässt, nur in Stunden, wo diese Differenz positiv ist. Aus prognostizierten Marktpreisen ergibt sich somit ein prognostizierter Fahrplan. Die Einnahmen aus Stunden mit positivem Spark-Spread müssen in der Kapitalwertbetrachtung die Investitionskosten decken. Je größer die Flexibilität des Kraftwerks, desto höher ceteris paribus die erzielten Markterlöse pro erzeugte MWh, da es nur zu lukrativen Stunden fährt und bei unattraktiven oder negativen Strompreisen abfahren kann. Aus der Realoption, den Fahrplan jederzeit anpassen zu können, werden ebenfalls Einnahmen im Stromhandel generiert (siehe Kraftwerkseinsatzoptimierung).
Ausgewiesene Stromgestehungskosten für konventionelle Kraftwerke basieren auf Marktpreisannahmen, daraus resultierenden Fahrplänen und Benutzungsstunden und vernachlässigen die für unterschiedliche Kraftwerkstypen ebenfalls unterschiedlichen Markterlöse. Markterlöse erneuerbarer Energien werden monatlich und jährlich in ct/kWh von der Bundesnetzagentur veröffentlicht. Der Jahresmarktwert für Solar- und Windeinspeisung liegt immer unter dem durchschnittlichen Börsenpreis, den ein durchgängig bandfahrendes Grundkraftlastgang erzielt.

## Kosten der Versorgung insgesamt (mit Speicherkosten)
Niedrige Stromgestehungskosten für einzelne Technologien der Energieerzeugung mit erneuerbaren Energien bedeuten nicht, dass die Stromversorgung insgesamt zu solchen Kosten sichergestellt werden kann, wenn nur die erneuerbare Erzeugung entsprechend ausgebaut wird.

### Altlasten
Zunächst ist zu beachten, dass die derzeitige Wind- und Solareinspeisung zu viel höheren Kosten erzeugt, vergütet und dem Stromkunden berechnet wird, als auf die Zukunft gerichtete Stromgestehungskosten nahelegen. Dies liegt daran, dass derzeitige Bestandsanlagen zu höheren Kosten geplant und gebaut wurden. So lag laut Statista die durchschnittliche EEG-Vergütung von Photovoltaikanlagen in Deutschland im Jahr 2022 bei 21,3 ct/kWh. Erneuerbare Energien insgesamt wurden im Jahr 2022 durchschnittlich mit 14,8 ct/kWh vergütet.

### Kosten des Netzausbaus
In nur wenigen Studien werden die Netzübertragungskosten in den Stromgestehungskosten berücksichtigt. Um fluktuierende Erzeugung zu integrieren, ist Netzausbau bei Übertragungs- und Verteilnetzen erforderlich. Nachdem Agora in verschiedenen Gutachten die enorme Divergenz der Netzentgelte von Verteilnetzbetreibern in Deutschland, insbesondere die durch die Windeinspeisung getriebenen, sehr hohen Netzentgelte der norddeutschen Verteilnetzbetreiber, analysierte, wurden über das Gesetz zur Modernisierung der Netzentgeltstrukturen von 2017 Kosten des Netzbetriebs, die zuordenbar durch die Integration von dezentralen Anlagen zur Erzeugung aus erneuerbaren Energiequellen verursacht werden, bundesweit umgelegt. Dies folgte der Erkenntnis, dass dezentral eingespeister Strom die Netzkosten nicht generell senkt, sondern oft deutlich erhöht. So muss mittlerweile eher Windstrom vom Norden in den Süden und Westen transportiert werden. Zum Beispiel ist die Offshore-Netzumlage ein Strompreisbestandteil, der Netzkosten beinhaltet, die direkt der Energiewende zuzuordnen sind. Die Bundesnetzagentur veröffentlichte 2023 ein weiteres Eckpunktepapier zur sachgerechten Verteilung von Mehrkosten im Netz aus dem Ausbau Erneuerbarer Energien.

### Lastdeckung und Speicherkosten

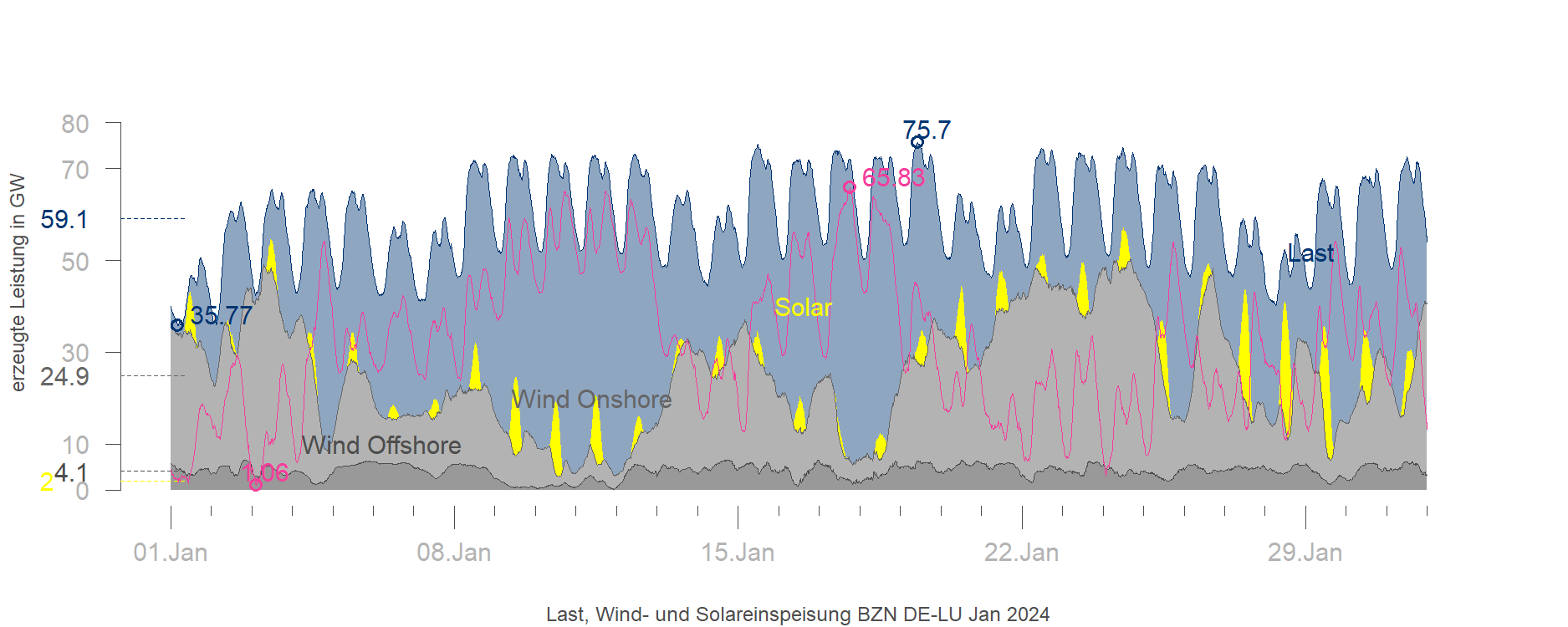
Last, Wind- und Solareinspeisung und derzeitige Residuallast (rot) in Deutschland und Luxemburg im Januar 2024, Daten Entso-E Transparenzplattform

Damit das Netz stabil bleibt, muss die Stromerzeugung zu jedem Zeitpunkt mit der Last übereinstimmen. Da Wind- und Solarerzeugung nicht immer zur Verfügung stehen, sind für die Stromversorgung somit Reservekraftwerke oder Speichertechnologien und ein weiträumiger überregionaler Ausgleich erforderlich.
Bei einer Einschätzung, zu welchen Kosten die gesamte Stromlast vollständig aus erneuerbaren Energien bereitgestellt werden kann, ist zum jetzigen Zeitpunkt vorrangig die verbleibende Residuallast zu betrachten, die aus erneuerbaren Energien nicht direkt erzeugt werden kann und mithilfe von Speichertechnologien aus anderen Zeiträumen transferiert werden muss, wenn sie nicht weiterhin durch konventionelle Kraftwerke erzeugt werden soll.
In die Gestehungskosten, zu denen diese Residuallast bereitgestellt werden kann, gehen die Gestehungskosten für die ursprüngliche Erzeugung, der Wirkungsgrad des Speichers und die Investitionskosten des Speichers ein. Wirkungsgrade von derzeit verfügbaren Speichertechnologien haben ein weites Spektrum von nur 35 % für Wasserstoff über 75 % für Pumpspeicher bis zu 93 % für Schwungmassenspeicher (Energiespeicherung im Sekunden- bis Minutenbereich). Ein Wirkungsgrad von 35 % bedeutet dabei, dass 1/0,35 = 2,86 mal soviel Strom eingespeichert werden muss, wie man am Ende erhält. Entsprechend kostet die Restlast-Zeitreihe dann auch pro MWh 2,86 mal so viel wie die ursprünglichen Gestehungskosten, in diesem Fall also deutlich mehr als die Deckung der Residuallast durch konventionelle Kraftwerke. Zusätzlich müssen auch hier die Investitionskosten des Speichers über den Amortisationszeitraum gedeckt werden, gegebenenfalls fallen auch Transportkosten des Speichermediums an, was sich in weiteren Kosten pro MWh niederschlägt.
Eine bezahlbare Stromversorgung mit erneuerbaren Energien hängt also wesentlich von der Verfügbarkeit und technischen Weiterentwicklung von Speichertechnologien ab.

## Vergleichbarkeit
Allein auf Basis der Stromgestehungskosten ist ein direkter Vergleich zwischen konkurrierenden Kraftwerkstypen meist nicht sinnvoll. Die Metrik geht davon aus, dass der erzeugte Strom immer und überall den gleichen Wert hat, was nur bei einer Fixpreisvergütung der Fall ist. Je nach zeitlicher und örtlicher Verfügbarkeit und technischer Eigenschaften der Energiequelle ergeben sich unterschiedliche Beiträge bzw. Kosten für das Gesamtsystem. Etwa für die Übertragung, Verteilung oder Redispatch-Maßnahmen.
Da sich auf Basis der Gestehungskosten Grundlastkraftwerke so vor allem nicht mit fluktuierenden Erneuerbare Energien vergleichen lassen, führt die das US-amerikanische Amt für Energiestatistik (EIA) die Kosten in Berichten getrennt nach Kategorien auf und rät von einem Vergleich ab. Ohne Betrachtung der spezifischen Erzeugungsprofile ist auch ein optimaler Mix unterschiedlicher Technologien rein aufgrund der Gestehungskosten nicht herleitbar. So ist beispielsweise bei einem Pumpspeicherkraftwerk dessen typisches Nutzungsprofil aufgrund der begrenzten Kapazität zu berücksichtigen.

## Externe Kosten
Bei der Stromerzeugung treten verschiedene Effekte auf, die externe Kosten verursachen. Diese externen Kosten sind nicht oder nur teilweise in den Gestehungskosten enthalten, sondern werden von der Allgemeinheit in unterschiedlichem Ausmaß getragen. Zur Berechnung der gesamtgesellschaftlichen Kosten müssen die externen Kosten zu den Gestehungskosten hinzugerechnet werden. Nach dem Verursacherprinzip müssten diese Kosten zusätzlich über den Strompreis erbracht werden, um eine Wettbewerbsverzerrung zwischen Energieträgern im Bereich der Stromerzeugung zu vermindern.
Da externe Effekte diffus in ihrer Auswirkung sind, können diese Kosten nicht direkt monetär bewertet, sondern nur durch Schätzungen ermittelt werden. Ein Ansatz, die Kosten der Umweltbelastung der Stromerzeugung herzuleiten, ist die Methodenkonvention des Umweltbundesamtes. Danach betragen die externen Kosten der Stromproduktion aus Braunkohle 10,75 ct/kWh, aus Steinkohle 8,94 ct/kWh, aus Erdgas 4,91 ct/kWh, aus Photovoltaik 1,18 ct/kWh, aus Wind 0,26 ct/kWh und aus Wasser 0,18 ct/kWh. Für Atomenergie gibt das Umweltbundesamt keinen Wert an, da die Ergebnisse unterschiedlicher Studien um den Faktor 1000 schwanken. Es empfiehlt, die Atomenergie angesichts dieser großen Unsicherheit mit den Kosten des nächstschlechteren Energieträgers zu bewerten. Aufbauend auf dieser Empfehlung des Umweltbundesamtes und mit eigenen Ansätzen unterlegt, gibt das Forum Ökologisch-Soziale Marktwirtschaft die externen Kosten der Umweltbelastung für Atomenergie mit 10,70 bis 34,00 ct/kWh an.
Über 27 europäische Länder hinweg, ergab eine Modellrechnung für 2020 einen Durchschnitt der externen Kosten von 8,2 ct/kWh (Deutschland: 7,3 ct/kWh, Österreich: 4,5 ct/kWh).